# オーストラリア空軍
王立オーストラリア空軍（おうりつオーストラリアくうぐん、英語: Royal Australian Air Force、略称RAAF）は、オーストラリアの空軍組織。オーストラリア国防軍三軍の一つである。

## 歴史
1914年3月にオーストラリア陸軍の組織、オーストラリア飛行軍団 (Australian Flying Corps,AFC) として航空部門が設立されている。第一次世界大戦においては、大英帝国の一員として連合国側で参戦し、ドイツ領ニューギニアに送られた。後に中東戦線および西部戦線にも投入されている。大戦末期には8個飛行隊を擁し、士官460名、兵員2,234名の規模となっていた。
大戦終結に伴いオーストラリア帝国軍が解散されると、AFCも解散した。飛行学校のみが残されたが、1920年にはオーストラリア航空軍団 (Australian Air Corps) として再編されている。オーストラリア航空軍団は、1921年3月31日に独立軍種であるオーストラリア空軍 (Australian Air Force) として改編された。同年6月21日にジョージ5世が王立 (Royal) の称号を与え、8月31日より王立オーストラリア空軍に改称された。
第二次世界大戦においても、連合国として参加しており、戦闘機や爆撃機を欧州戦域の対独戦と、太平洋戦域の対日戦の双方に投入している。太平洋戦域においては、初期のマレー半島やインドネシアにおける防空戦闘や、ニューギニアやソロモン諸島において戦闘を行なっている。
第二次世界大戦後も、積極的に本土外にて活動を行っている。1948年のベルリン封鎖に際して輸送機部隊を送り、朝鮮戦争に際しても戦闘機などを、1950年代にかけてのマラヤ危機でもマレー半島へ爆撃機を派遣した。1964年から1972年にかけては、ベトナム戦争にも参加している。近年ではイラク戦争にも戦闘機を派遣し、アフガニスタンにおける国際治安支援部隊 (ISAF) に参加している。
現在では戦乱の続く中東地域にF/A-18 ホーネット戦闘爆撃機や空中給油機などといった主力機を展開させている他、南シナ海の中華人民共和国による環礁埋め立て問題に対しては、アメリカ合衆国海軍と協調し、造成された人工島付近へ哨戒機を飛ばし、アジア太平洋地域における西側諸国の一員として国際法を守る立場を鮮明に示している。
2019年には、日本国内では初めての航空自衛隊との共同訓練「武士道ガーディアン19」を実施した。

## 組織
空軍には17,375人が所属している。また2,800人の予備役が所属している。

### ノーザンテリトリー
- ダーウィン空軍基地（RAAF Base Darwin） - ダーウィン国際空港に隣接
- ティンダル空軍基地（RAAF Base Tindal）

### クイーンズランド州
- タウンズビル空軍基地（英語版）（RAAF Base Townsville） - タウンズビル空港に隣接
- アンバーリー空軍基地（英語版）（RAAF Base Amberley）
- シャーガー空軍基地（英語版）（RAAF Base Scherger）

### ニューサウスウェールズ州
- ウィリアムタウン空軍基地（RAAF Base Williamtown）
- グレンブルック空軍基地（RAAF Base Glenbrook）
- リッチモンド空軍基地（RAAF Base Richmond）
- ウォガ空軍基地（RAAF Base Wagga）

### オーストラリア首都特別地域
- ラッセルオフィス - 空軍本部

### ビクトリア州
- イーストセール空軍基地（RAAF Base East Sale）
- ウィリアムズ空軍基地（RAAF Base Williams）

### 南オーストラリア州
- エディンバラ空軍基地（RAAF Base Edinburgh）

### 西オーストラリア州
- ピアース空軍基地（RAAF Base Pearce）
- カーティン空軍基地（RAAF Base Curtin）
- ラーモンス空軍基地（RAAF Base Learmonth）

### マレーシア ペナン州
- バターワース空軍基地（RMAF Base Butterworth） - 一部部隊が駐留

## 装備
主力戦闘機のF/A-18のほか、早期警戒管制機、空中給油機などを装備している。対潜哨戒機であるAP-3Cも空軍が運用している。

### 戦闘機

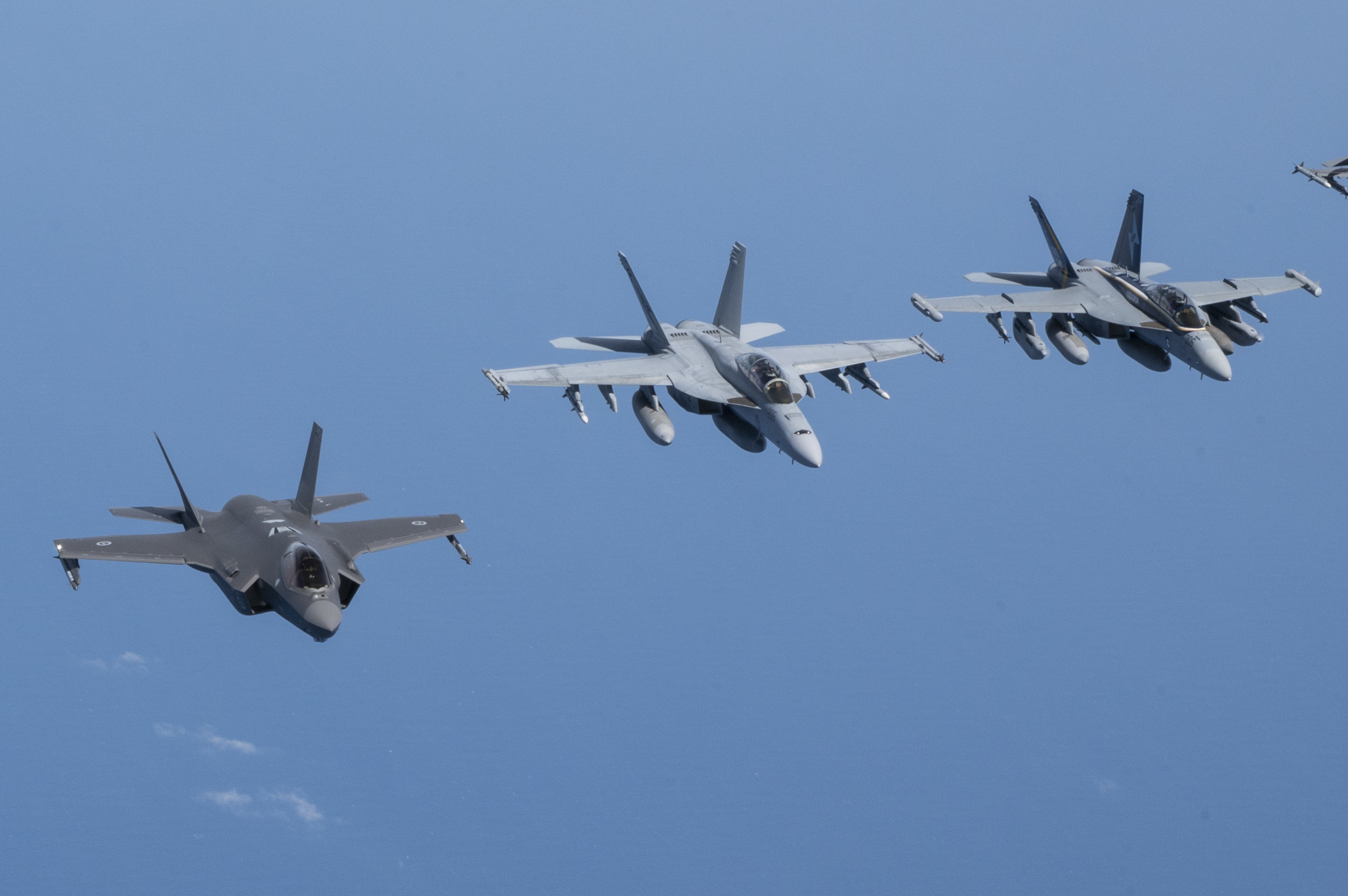
左からF-35、F/A-18F、EA-18G

- F/A-18 ホーネット

1981年10月に、多用途戦闘機ダッソー・ミラージュIIIの後継機として採用。A型55機、B型16機を装備。航法・通信・識別システム改修。AN/APG-73レーダーへの変更などの能力向上が実施されている。JDAM-ER（統合型直接攻撃弾-射程延長型）の投下試験がF/A-18Aを使用して実施されている。
- F/A-18F スーパーホーネット

2007年F-111の更新機種としてF/A-18F ブロックII スーパーホーネット24機の採用を決定。2010年3月からクイーンズランド州アンバーレイ基地に順次配備。RAAFのF/A-18の半数は将来F-35が配備された時点でEA-18Gグラウラーに改修できるよう内部の配線などが配慮された設計となっているが、2013年改造せず保持することが発表された。
- EA-18G グラウラー

2017年から新たにEA-18G12機を導入し、第6飛行隊で電子戦機として運用している。2018年1月、1機がエンジン火災により喪失。保有数は11機となった。2021年に代替となる1機の購入をアメリカに提案し、承認されている。
- F-35 ライトニング II

SDDプログラムにレベル3（出資割合1-2%程度）で参加している。2014年9月29日にオーストラリア空軍向けF-35A初号機（AU-1）、10月1日に2号機（AU-2）が初飛行した。2014年後半にオーストラリア空軍に引き渡され、アメリカ合衆国内で乗員訓練が行われている。
最終的には72機のF-35Aを発注。
2022年7月現在、50機が納入済。

### 練習機
- ピラタス PC-21

2017年から導入され、基本練習機としてパイロット養成に使用されている。また、アクロバットチーム「ルーレッツ」の使用機でもある。49機が運用されている。
PC-9は2019年に運用を終了した。
- BAe ホーク

アエルマッキ MB-326の後継として採用された転換訓練機。F/A-18への移行を容易にするため操縦席がグラスコックピットになっており、前・後席にそれぞれ3基のカラーCRTが付けられ、前席にはヘッドアップディスプレイがある。二義的に近接航空支援任務も有している。
Mk127型を33機運用している。

### 電子戦機・早期警戒管制機
- E-7A ウェッジテイル

6機が第2飛行隊で運用されていて、ウィリアムタウン基地（ニューサウスウェールズ州）に配備。

### 哨戒機
- AP-3C

P-3Cに独自のアップグレードを施した機体。2002年から運用している。P-8Aの導入により順次退役。
- P-8A ポセイドン

2016年からAP-3Cに代わり導入された機体。
2022年7月現在、12機が納入されており、さらに2機が発注済み。

### 輸送機・空中給油機
- C-130J ハーキュリーズ

1999年から12機をリッチモンド基地（ニューサウスウェールズ州）に配備。C-130Hは2012年11月30日に運用を終了した。
- C-17 グローブマスターIII

国外展開用としてA400Mとの比較検討の上、2006年に4機の導入を決定、2008年までに受領した。2011年には2機の追加発注を行い、2012年11月までに受領している。
2021年7月現在、8機が第36飛行隊に配備されている。
- C-27J スパルタン

DHC-4カリブーの後継として10機が運用されている。
2014年以降にアメリカ国内で引き渡しと乗員訓練が始まり、2015年から第35飛行隊で運用が開始された。
- KC-30A（A330MRTT）

空中給油機として使用していたボーイング707の後継として、2004年に5機を発注した。2011年より配備を開始して、2021年現在、7機が第33飛行隊に配備されている。
- ダッソー ファルコン 7X

要人輸送用として使用していたCL-604 チャレンジャーの後継として、2019年から3機が第34飛行隊で運用されている。
- ボーイング737 BBJ

要人輸送用として2002年から2機が第34飛行隊で運用されている。
- KA350 キングエア

練習機、軽輸送機として使用されるほか、哨戒任務など汎用的に運用されている。

### 今後の装備計画
- ヘロン

イスラエル・エアロスペース・インダストリーズ製のUAV。4機を運用する。
- MQ-4C トライトン

P-8Aの監視能力を補完するUAV。
P-8Aと組み合わせて運用するために導入される6機調達。